# Brodła (wieś)

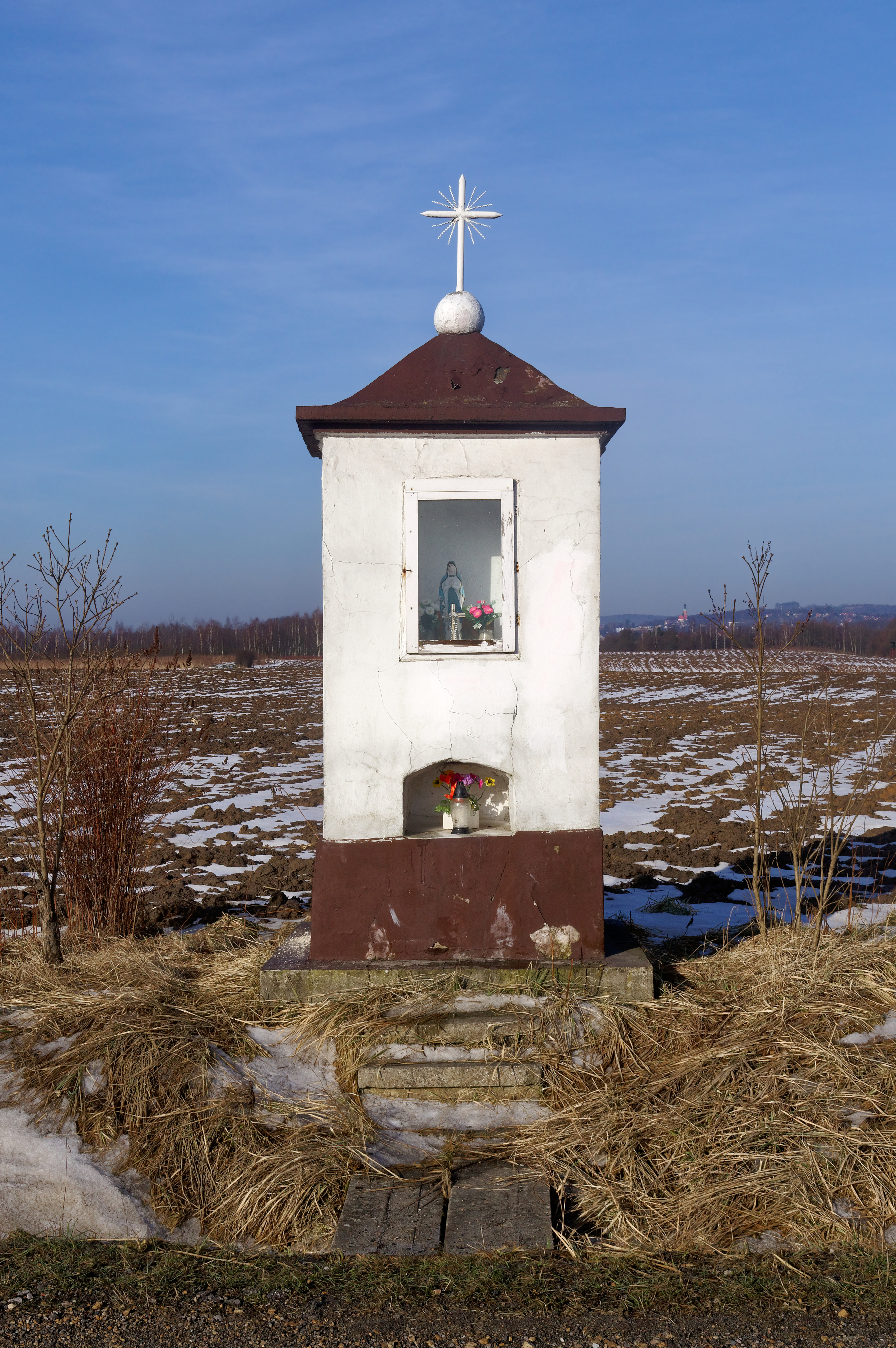
Kapliczka znajdująca się w Brodłach przy drodze prowadzącej do Krzeszowic.

Brodła – wieś w Polsce położona w województwie małopolskim, w powiecie chrzanowskim, w gminie Alwernia.
W Brodłach znajduje się kaplica mszalna im. Serca Jezusowego.
Na północ od centrum wsi znajduje się wzgórze Prześnice.

## Podział administracyjny
| SIMC    | Nazwa     | Rodzaj    |
| ------- | --------- | --------- |
| 0314477 | Działki   | część wsi |
| 0314483 | Murowanka | część wsi |
| 0314490 | Podlas    | część wsi |
| 0314508 | Spaliska  | część wsi |

## Historia
W 1595 roku wieś położona w powiecie proszowskim województwa krakowskiego była własnością Aleksandra Myszkowskiego. Wieś wchodziła wraz z folwarkiem w 1662 roku w skład majętności spytkowickiej Łukasza Opalińskiego. W latach 1975–1998 miejscowość położona była w województwie krakowskim.
We wsi stoi zabytkowa figura św. Jana Nepomucena z 1783 wykonana w stylu barokowym.

## Sport
W miejscowości działa klub piłkarski LKS Zryw Brodła.

## Transport
Przez wieś przebiega droga wojewódzka nr 780 Kraków – Chełm Śląski.